# A escondidas
A escondidas je španělský hraný film z roku 2014, který režíroval Mikel Rueda podle vlastního scénáře. Film popisuje přátelství dvou dospívajících chlapců. Snímek měl světovou premiéru na filmovém festivalu v Málaze 22. března 2014.

## Děj
16letý Ibrahim je marocký přistěhovalec, který žije v Bilbau v azylovém centru pro mladistvé a čeká na rozhodnutí o azylu. Náhodně se setká s Rafou. Rafa má problémy se svými přáteli, před kterými skrývá svou homosexualitu. Jejich přátelství je vystaveno tlaku okolí s projevy rasismu a homofobie a nebezpečí Ibrovy deportace.

## Obsazení
| Germán Alcarazu | Rafa    |
| Adil Koukouh    | Ibra    |
| Joseba Ugalde   | Guille  |
| Moussa Echarif  | Youssef |
| Ana Wagener     | Alicia  |
| Álex Angulo     | Jose    |

## Ocenění
- Feroz Award: nejlepší poster (Priscila Clementti) – nominace
- Nuremberg International Human Rights Film Festival: hlavní cena (Mikel Rueda) – nominace
- Queer Lisboa: nejlepší celovečerní film (Mikel Rueda) – nominace
- Spanish Actors Union: nejlepší herečka ve vedlejší roli (Ana Wagener) – nominace